# Batalha de Plisca
A Batalha de Plisca ou Batalha do Passo de Varbitsa foi uma série de combates entre tropas do Império Bizantino, lideradas pelo imperador Nicéforo I, o Logóteta, e do Império Búlgaro, pelo cã Crum. Os bizantinos saquearam e queimaram a capital búlgara de Plisca, o que deu tempo aos búlgaros para bloquearem os passos na Cordilheira dos Bálcãs que lhes permitiriam sair da Bulgária. A batalha final se deu em 26 de julho de 811 em um dos passos na parte oriental dos Bálcãs, provavelmente no passo de Varbitsa. Lá, os búlgaros emboscaram e fizeram ataques-surpresa noturnos para efetivamente imobilizarem as forças bizantinas, aniquilando-as completamente, inclusive o imperador. Após a batalha, Crum banhou o crânio de Nicéforo em prata e o utilizou como copo de vinho. Este é, provavelmente, o caso melhor documentado da prática da taça de crânio.
A Batalha de de Plisca foi uma das piores derrotas na história militar bizantina. Ela impediu que os imperadores bizantinos enviassem tropas para o norte dos Bálcãs por mais de 150 anos, o que aumentou a influência do búlgaros para o oeste e o sul da península balcânica e num grande aumento territorial do Primeiro Império Búlgaro.

## Primeiras campanhas
Quando Nicéforo I, o Logóteta se tornou o imperador bizantino em 802, ele planejou reincorporar o território do búlgaros ao Império. Em 807, ele lançou uma campanha, mas chegou apenas até Odrin e nada conseguiu por conta de uma conspiração em sua capital. Esta tentativa, porém, deu motivos para o cã búlgaro Crum poder realizar sua própria campanha contra o Império Bizantino. O principal objetivo dele era a expansão para o sul e para o sudoeste. No ano seguinte, um exército búlgaro invadiu o vale do rio Estrimão e derrotou os bizantinos, capturando 1 100 "litros" de ouro e matando muitos soldados inimigos, incluindo todos os estratego e a maior parte dos comandantes. Em 809, o próprio cã certou a poderosa fortaleza de Sérdica e capturou a cidade, assassinando toda a guarnição de 6 000 soldados.

## Preparativos da invasão
Em 811, o imperador bizantino organizou uma grande campanha para conquistar a Bulgária de uma vez por todas. Ele juntou um enorme exército com soldados vindos dos temas da Anatólia e da Europa, além dos tagmata (destacamentos de elite parte da guarda imperial) e diversas tropas não-regulares, e esperava assim uma vitória rápida e muitos espólios. A conquista seria supostamente fácil e a maior parte dos oficiais de alta-patente e aristocratas também acreditavam nisso e o acompanharam, inclusive seu filho, Estaurácio, e seu cunhado, Miguel. O exército inteiro tinha 80 000 soldados.

## Saque de Plisca
O exército se reuniu em maio e, em 10 de julho, estava acampado na fortaleza de Marcela (atual Karnobat), perto da fronteira búlgara. Nicéforo pretendia confundir o inimigo e, nos dez dias seguintes, lançou diversos supostos ataques que recuavam rapidamente. Crum analisou a situação, estimou que não conseguiria repelir os invasores e ofereceu a paz, o que Nicéforo orgulhosamente rejeitou. Alguns dos principais líderes militares consideraram que a invasão da Bulgária era um ato imprudente e muito arriscado, mas Nicéforo estava convencido de que teria sucesso na empreitada.
Em junho, ele invadiu o território búlgaro e marchou através dos passos na Cordilheira dos Bálcãs em direção à capital Plisca. Em 20 de julho, Nicéforo dividiu o exército em três colunas, cada uma marchando por uma rota diferente em direção à capital. Ele encontrou pouca resistência e alcançou a capital, que estava protegida por 12 000 soldados de elite, após três dias. Os búlgaros foram derrotados e a maior parte morreu. Outro exército, rapidamente organizado, de 5 000 búlgaros teve o mesmo destino. Em 23 de julho, os bizantinos rapidamente tomaram a capital, agora indefesa, que foi saqueada e teve a zona rural à sua volta destruída. O cã Crum tentou novamente negociar a paz e, de acordo com Teófanes, o Confessor, a sua proclamação dizia: "Você está aqui e venceu. Tome o que quiser e parta em paz". Nicéforo, confiante em seu sucesso, o ignorou, pois acreditava que a Bulgária estava completamente derrotada e seria conquistada.
Miguel, o Sírio, um patriarca de Antioquia da Igreja Ortodoxa Síria no século XII, descreveu em sua "Crônica" a brutalidade e as atrocidades cometidas pelas tropas de Nicéforo:
| “ | Nicéforo, imperador dos romanos, passeou pelo território búlgaro: ele venceu e matou muitos deles. Ele alcançou a capital búlgara, tomou-a e a devastou. Sua selvageria chegou ao ponto de ele ordenar que lhe fossem levadas todas as crianças pequenas, que elas fossem amarradas juntas e esmagadas com pedras de mó. | ” |

Os soldados bizantinos saquearam e pilharam; queimaram os campos antes da colheita, cortaram os tendões dos touros, massacraram as ovelhas e os porcos. O imperador tomou o tesouro de Crum para si, trancou-o e não permitiu que as tropas chegassem perto.

## Batalha de Plisca

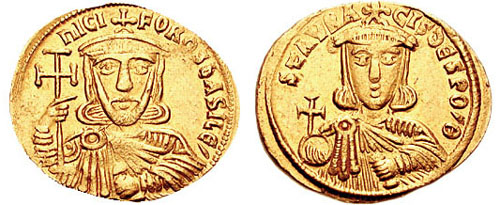
Soldo em ouro mostrando e seu filho Estaurácio

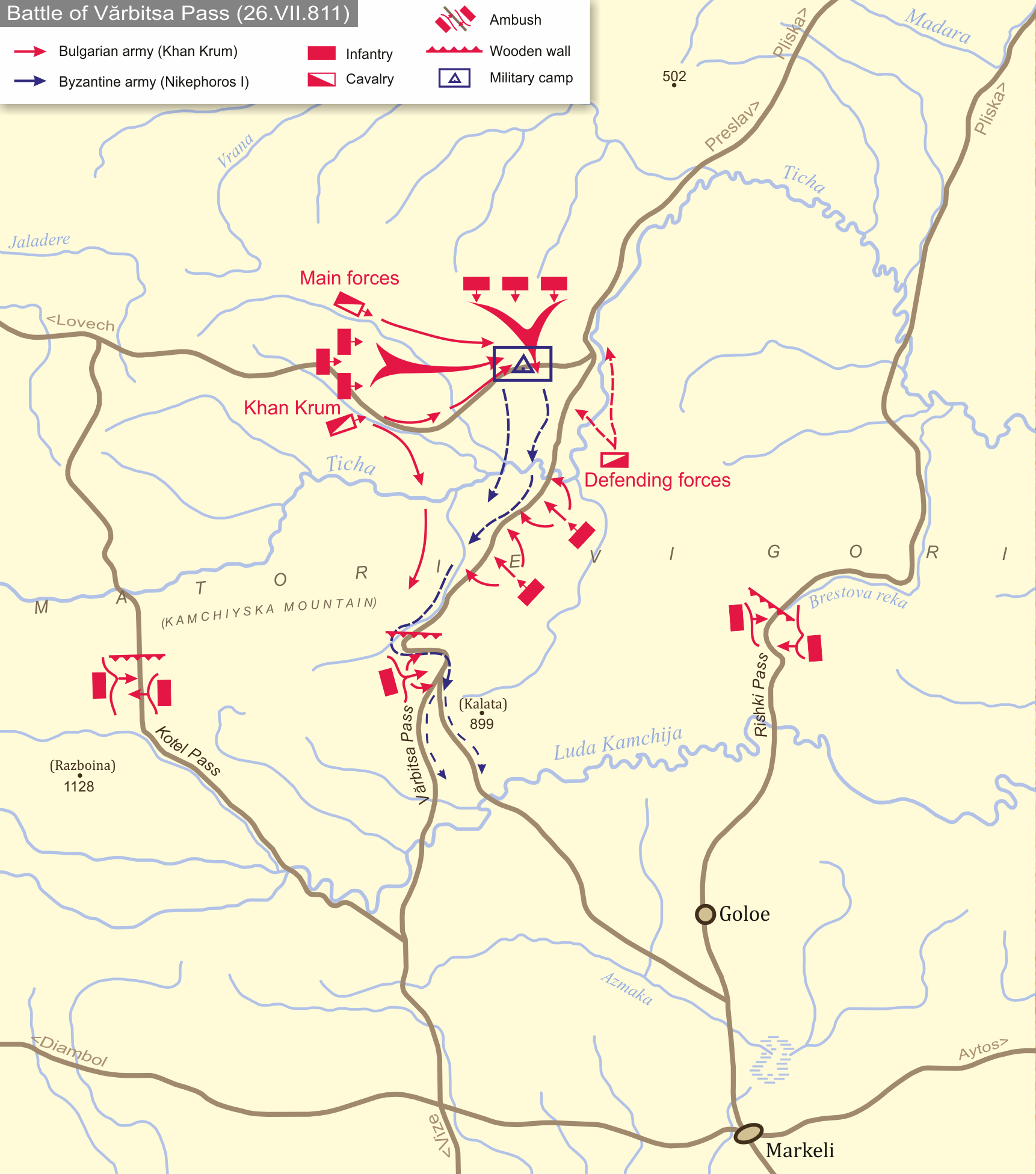
Diagramação da batalha

Enquanto Nicéforo e seu exército estavam ocupados saqueando a capital búlgara, Crum mobilizou seu povo (inclusive as mulheres e mercenários ávaros) para colocar armadilhas e preparar emboscadas nos passos pelas montanhas. Inicialmente, Nicéforo planejou marchar pela Mésia e chegar até Sérdica antes de retornar para Constantinopla, mas notícias sobre os preparativos búlgaros para uma batalha mudaram seus planos e ele escolheu o caminho mais curto para casa. O imperador, confiante demais, não enviou patrulhas à frente do exército principal e, em 25 de julho, suas forças entraram no Passo de Varbica. Sua cavalaria descobriu que a estrada estava bloqueada com poderosas muralhas de troncos e que destacamentos das forças de Crum vigiavam do alto dos desfiladeiros. O imperador entrou em pânico com a situação e repetia sem parar para seus companheiros "Mesmo se tivéssemos asas não poderíamos escapar do perigo". Antes que ele conseguisse ordenar o recuo, as tropas búlgaras bloquearam também a entrada do passo.
Nicéforo, incapaz de atacar uma das paliçadas, simplesmente acampou ali, apesar dos desesperados pedidos de seus generais para que não fizesse isso. Na terceira noite, o moral dos bizantinos estava despedaçado e os búlgaros batiam nos escudos e provocavam as forças aprisionadas do imperador. Na mesma noite, os búlgaros juntaram suas forças e fecharam o cerco aos inimigos. Ao amanhecer, eles iniciaram o ataque e começaram a matar os apavorados e totalmente confusos bizantinos. As tagmas foram as primeiras a sofrer o ataque. Os bizantinos resistiram brevemente e pereceram, com unidades inteiras fugindo ao presenciarem o destino dos camaradas sendo mortos.
Em sua fuga para o sul, as forças bizantinas chegaram até um rio lamacento difícil de cruzar. Como eles não conseguiram encontrar um vau rapidamente, muitos deles se lançaram ao rio. Os primeiros atolaram na lama com seus cavalos e foram pisoteados pelos que vinham atrás. O rio se encheu com tantos mortos que os búlgaros que vinham em perseguição conseguiram atravessar rapidamente por cima deles e continuaram atrás dos sobreviventes. Os que conseguiram passar pelo rio, encontraram uma muralha de madeira, alta e grossa, e, abandonando seus cavalos, começaram a escalá-la e se dependuraram do outro lado quando viram que os búlgaros haviam cavado ali um profundo fosso. Vários soldados tentaram saltar e sofreram fraturas ao cair da alta muralha. Alguns morreram instantaneamente, enquanto que outros foram deixados para morrer de fome e sede. As tropas bizantinas tentaram queimar a muralha em vários locais, mas, conforme eles conseguiam passar, caíam no fosso juntamente com as partes da paliçada que tinham acabado de incendiar. Quase todos os soldados foram mortos; alguns pela espada, outros afogados no rio ou feridos após caírem da muralha de madeira e outros mortos pelo fogo. Entre os nobres mortos estavam os patrício Teodósio Salibaras e Sisínio Trifílio; o estratego do Tema Anatólico Romanos e o do Tema Trácio também; e, por fim, os comandantes dos tagmas dos excubitores e dos vigla.
Apenas um punhado de homens sobreviveu à derrota e a maioria destes morreu logo depois de chegarem em casa. Porém, a morte mais notável foi a do imperador Nicéforo que, de acordo com os historiadores, morreu num monte de esterco no dia da batalha. O filho de Nicéforo, Estaurácio, conseguiu fugir protegido pela guarda imperial após receber um golpe profundo no pescoço, que o paralisou. Seis meses depois, suas feridas finalmente o mataram.
De acordo com a tradição, Crum pregou o crânio do imperador numa estaca e, depois, banhou-o em prata e o utilizou como taça de vinho.